# حضرة (لقب)

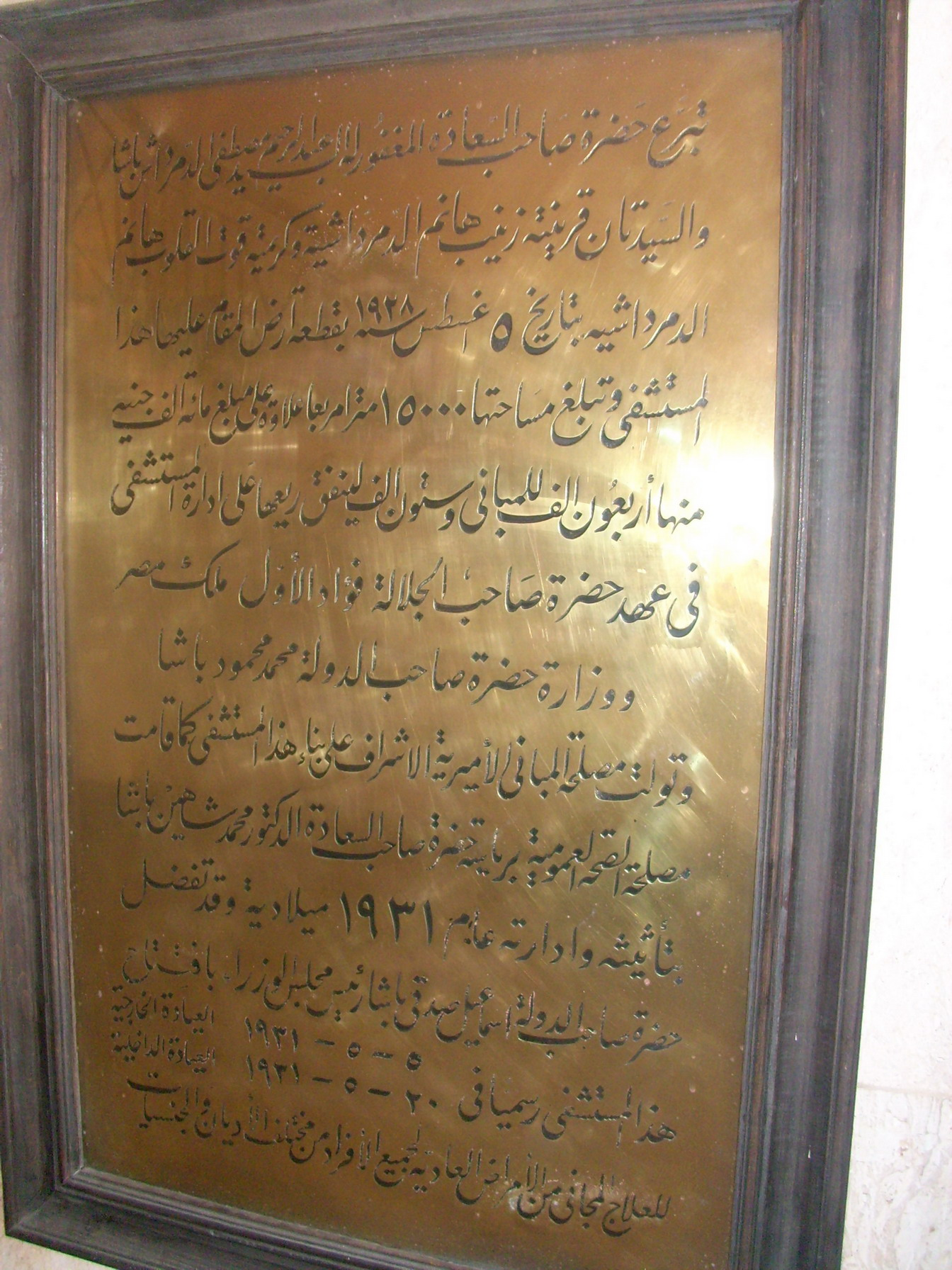
عبارة «حضرة صاحب السعادة» في مقدمة لوحة تذكارية بمستشفى الدمرداش

«حضرة» و«حضرت» لقب شاع في اللغة العربية خصوصا منذ العهد العثماني.

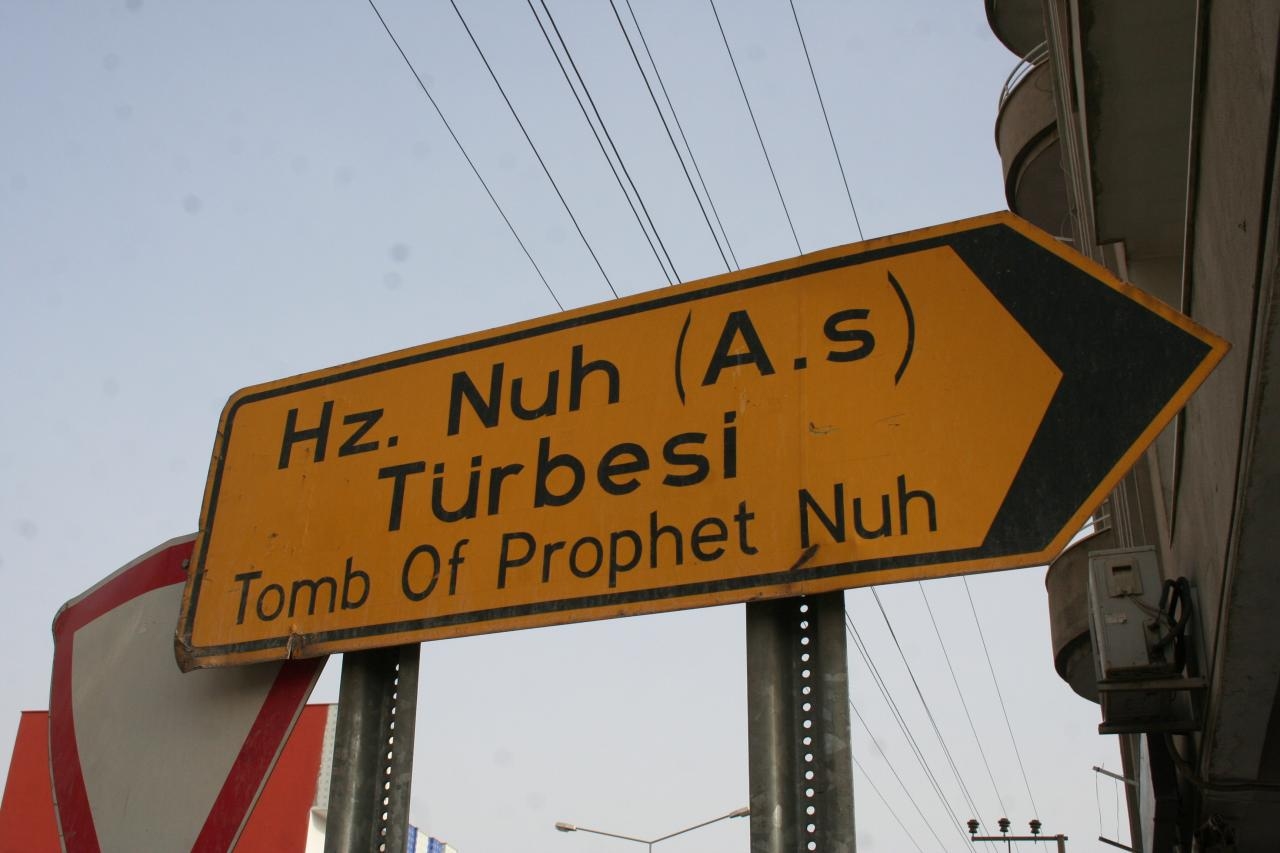
اختصار «حضرت» بالتركية الحديثة على لافتة: Hz